# Lea Bošković
Lea Bošković (ur. 22 września 1999 w Zagrzebiu) – chorwacka tenisistka, finalistka juniorskiego US Open 2017 w grze podwójnej dziewcząt, reprezentantka kraju w rozgrywkach Pucharu Billie Jean King.

## Kariera tenisowa
W swojej karierze wygrała siedem singlowych i osiem deblowych turniejów rangi ITF. Najwyżej w rankingu WTA notowana była na 158. miejscu w singlu (9 września 2024) i na 215. miejscu w deblu (27 lutego 2023).
W 2017 roku razem z Wang Xiyu osiągnęła juniorski finał US Open w grze podwójnej, przegrywając w nim 1:6, 5:7 z parą Olga Danilović-Marta Kostiuk.

## Wygrane turnieje singlowe rangi ITF
| turnieje z pulą nagród 100 000 $ (W100) |
| turnieje z pulą nagród 80 000 $ (W80)   |
| turnieje z pulą nagród 60 000 $ (W75)   |
| turnieje z pulą nagród 40 000 $ (W50)   |
| turnieje z pulą nagród 25 000 $ (W35)   |
| turnieje z pulą nagród 15 000 $ (W15)   |
| turnieje z pulą nagród 10 000 $         |

### Gra pojedyncza
|    | Data       | Turniej        | ($)    | Naw.    | Finalistka         | Wynik            |
| 1. | 09/04/2017 | Tučepi         | 15 000 | Ceglana | Lenka Juríková     | 6:3, 1:6, 6:1    |
| 2. | 18/03/2018 | Hammamet       | 15 000 | Ceglana | Izabełła Szinikowa | 6:7(7), 6:3, 6:4 |
| 3. | 29/04/2018 | Tučepi         | 15 000 | Ceglana | Tena Lukas         | 1:6, 6:0, 6:4    |
| 4. | 28/07/2019 | Horb           | 25 000 | Ceglana | Simona Waltert     | 6:4, 0:6, 6:1    |
| 5. | 15/11/2020 | Szarm el-Szejk | 15 000 | Twarda  | Joanna Garland     | 6:4, 6:4         |
| 6. | 07/08/2022 | Hechingen      | 60 000 | Twarda  | Noma Noha Akugue   | 7:5, 3:6, 6:4    |
| 7. | 08/10/2023 | Baza           | 25 000 | Twarda  | Alina Czarajewa    | 6:3, 6:2         |

### Gra podwójna
|    | Data       | Turniej       | ($)    | Naw.    | Partnerka           | Finalistki                           | Wynik          |
| 1. | 23/10/2016 | Bol           | 10 000 | Ceglana | Kaja Juvan          | Mariana Dražić Ani Mijačika          | 4:6, 7:5, 10–4 |
| 2. | 15/10/2017 | Hammamet      | 15 000 | Ceglana | Yasmine Mansouri    | Mariana Dražić Izabełła Szinikowa    | 1:6, 6:4, 10–6 |
| 3. | 08/07/2018 | Prokuplje     | 15 000 | Ceglana | Veronika Erjavec    | Barbara Bonić Jelena Stojanovic      | 6:0, 3:6, 10–7 |
| 4. | 09/09/2019 | Frydek-Mistek | 25 000 | Ceglana | Despina Papamichail | Oana Georgeta Simion Julia Wachaczyk | 6:3, 6:2       |

## Finały juniorskich turniejów wielkoszlemowych

### Gra podwójna
| Końcowy wynik | Rok  | Turniej | Nawierzchnia | Partnerka | Przeciwniczki                | Wynik finału |
| Finalistka    | 2017 | US Open | Twarda       | Wang Xiyu | Olga Danilović Marta Kostiuk | 1:6, 5:7     |